# Lee Clark
Lee Robert Clark (ur. 27 października 1972 w Wallsend) – angielski trener piłkarski i piłkarz występujący na pozycji pomocnika.
Clark rozpoczął swoją piłkarską karierę w Newcastle United. W 1993 był zawodnikiem drużyny, która wywalczyła awans do Premiership. W 1997 przeszedł do Sunderlandu, z którą to drużyną również wywalczył awans do Premiership w 1999. W tym samym roku przeszedł do Fulham F.C.
Clark odszedł z Fulhamu latem 2005, gdy jego kontrakt dobiegł końca. Powrócił do swojego pierwszego klubu Newcastle United. Grając w Newcastle United w sezonie 2005–2006, strzelił jednego gola. Ostatni mecz rozegrał 7 maja 2006 przeciwko Chelsea F.C. W sumie rozegrał 265 spotkań w Newcastle United, strzelając 28 bramek.
1 czerwca 2006 Clark rozpoczął pracę trenerską z Newcastle United. W listopadzie 2007 odszedł z Newcastle United i został asystentem managera w drużynie Norwich City. 11 grudnia 2008 roku został trenerem Huddersfield Town F.C.